# ДКА (футбольный клуб, Омск)
ДКА (Дом Красной Армии, Омск) — советский футбольный клуб из города Омск. Клуб основан не позднее 1937 года.

## История
Клуб основан не позднее 1937 года в городе Омске. Один из клубов в СССР, представляющий Красную Армию. ДКА (Дом Красной Армии, Омск) первая команда, которая представила Омскую область в чемпионатах СССР по футболу. Дебютант чемпионата СССР 1937 года в Группе «Города Востока». После чемпионата СССР по футболу 1937 года команда покинула розыгрыш и была расформирована. Команда воссоздана в 1950 году. В 1950, 1951, 1954 и 1955 году под названием ОДО (Окружной Дом Офицеров) приняла участие в розыгрыше Кубка РСФСР среди клубов КФК. В 1964, 1965 и 1966 году под названием СКА (Спортивный Клуб Армии) приняла участие в розыгрыше Кубка РСФСР среди клубов КФК.

## История Омского футбола
Первые свидетельства о футболе в Омске относятся к 1909—1910 годам. В 1910—1916 годах в Омске создавались футбольные команды из гимназистов и молодых рабочих-железнодорожников. Местом игр становились любые площадки, где можно было временно разместить футбольное поле. Основные игры проводились на городском ипподроме и базарной площади. Первая Омская команда — «Якорь» (Омск) — чемпион города с 1910 по 1912 год. В 1920 году в этом городе была проведена Красная Сибирская Спартакиада, где хозяева поля заняли второе место. С 1924 года Омск включился в розыгрыш чемпионата РСФСР. В том же году команда Омска стала чемпионом Сибири. В 1925 году появился стадион «Железнодорожник», будущий «Локомотив», на месте которого теперь находится Ленинский рынок. В 1925 и 1926 году чемпион города Омска — команда СТС (Омск). Архивная копия от 15 декабря 2019 на Wayback Machine По другим данным чемпион города Омск 1926 года — «Динамо» (Омск). Первый международный матч состоялся в Омске в 1930 году, когда сборная Омска приняла команду Эстонского рабочего спортивного союза из города Ревель и победила — 3:2. Первое выступление Омской команды на Всесоюзных соревнованиях было в 1936 году — команда «Спартак» (Омск) приняла участие в розыгрыше Кубка СССР.

## Прежние названия
1937—1938 год — ДКА (Дом Красной Армии, Омск)
1950—1955 год — ОДО (Окружной Дом Офицеров, Омск)
1964—1966 год — СКА (Спортивный Клуб Армии, Омск)

## Достижения
- 6 место в чемпионате СССР по футболу 1937 года в Группе «Города Востока».
- Обладатель Кубка Омской области в 1964, 1965 и 1966 году.

## Таблица с участием команды в чемпионате СССР по футболу
|           |   | Клуб                               | место | И | В | Н | П | М     | О  |
|           |   | ДКА (Омск)                         |       |   |   |   |   |       |    |
| Группа ГВ | 3 | Группа «Города Востока». 1937 год. | 6/7   | 6 | 2 | 0 | 4 | 11-37 | 10 |
| ИТОГО     |   |                                    | 1     | 6 | 2 | 0 | 4 | 11-37 | 10 |